# Esclavitud en el islamismo del siglo XXI
La esclavitud en el islamismo del siglo XXI es un fenómeno propio de determinados grupos islamistas radicales como Estado Islámico (Daesh o EIIL) y Boko Haram, que vinculan estrechamente la yihad contra los «infieles» y la esclavitud fundamentalmente de sus mujeres y niñas, que son entregadas a los combatientes como recompensa por su lucha por la reconstrucción del califato. Estos grupos consiguen así aumentar su poder de atracción y reforzar su ideología fundamentalista y totalitaria.

## Antecedentes
Desde sus inicios, las sociedades humanas no solo admitieron la esclavitud, sino que la convirtieron en una práctica social muy extendida.
De hecho la trata árabe de esclavos en el África negra fue muy anterior a la trata europea y alcanzó unas cifras más altas ―diecisiete millones de personas fueron llevadas como esclavos a los países islámicos del norte de África y de Oriente Medio por los negreros musulmanes, frente a los once millones que fueron llevadas a América por los negreros europeos―. Desde los comienzos del islam, la esclavitud estuvo íntimamente relacionada con la yihad ―la «guerra santa»―, ya que muchos esclavos procedían de los ejércitos y de las poblaciones vencidas.
La abolición de la esclavitud en los países musulmanes se produjo en los siglos XIX y XX (uno de los primeros fue Túnez que lo hizo en 1846 y uno de los últimos Mauritania, en 1980) debido fundamentalmente a la presión exterior y recurriendo a argucias jurídicas, pues el Corán no dice nada sobre su extinción, de hecho en los países musulmanes no se desarrolló un verdadero movimiento abolicionista como ocurrió en Occidente. De ahí que la abolición fuera contestada por los sectores fundamentalistas y que la ideología esclavista perviviera en muchas sociedades musulmanas, en cuyas escuelas, universidades y mezquitas se continuaron enseñando las leyes que tratan la esclavitud y la doctrina religiosa coránica que la justifica. Esto es lo que explica que la esclavitud no desapareciera completamente en algunos países musulmanes a pesar de estar legalmente abolida, como en Sudán o en Mauritania, donde en diciembre de 2014 un joven ingeniero fue condenado a muerte por apostasía al haber denunciado en internet la pervivencia de este «orden social inicuo»―.

## Esclavitud e islamismo en elsigloXXI
La histórica relación estrecha entre esclavitud y yihad ha sido mantenida por los movimientos islamistas radicales suníes. Así el GIA (Grupo Islámico Armado, en Argelia), en la última década del siglo XX, o Boko Haram (en Nigeria), Estado Islámico (en Irak y Siria) o Abu Sayyaf (en Filipinas), en las dos primeras décadas del siglo XXI, han esclavizado a los «infieles» que han capturado, sobre todo a las mujeres ―la mayoría de los hombres fueron asesinados―.

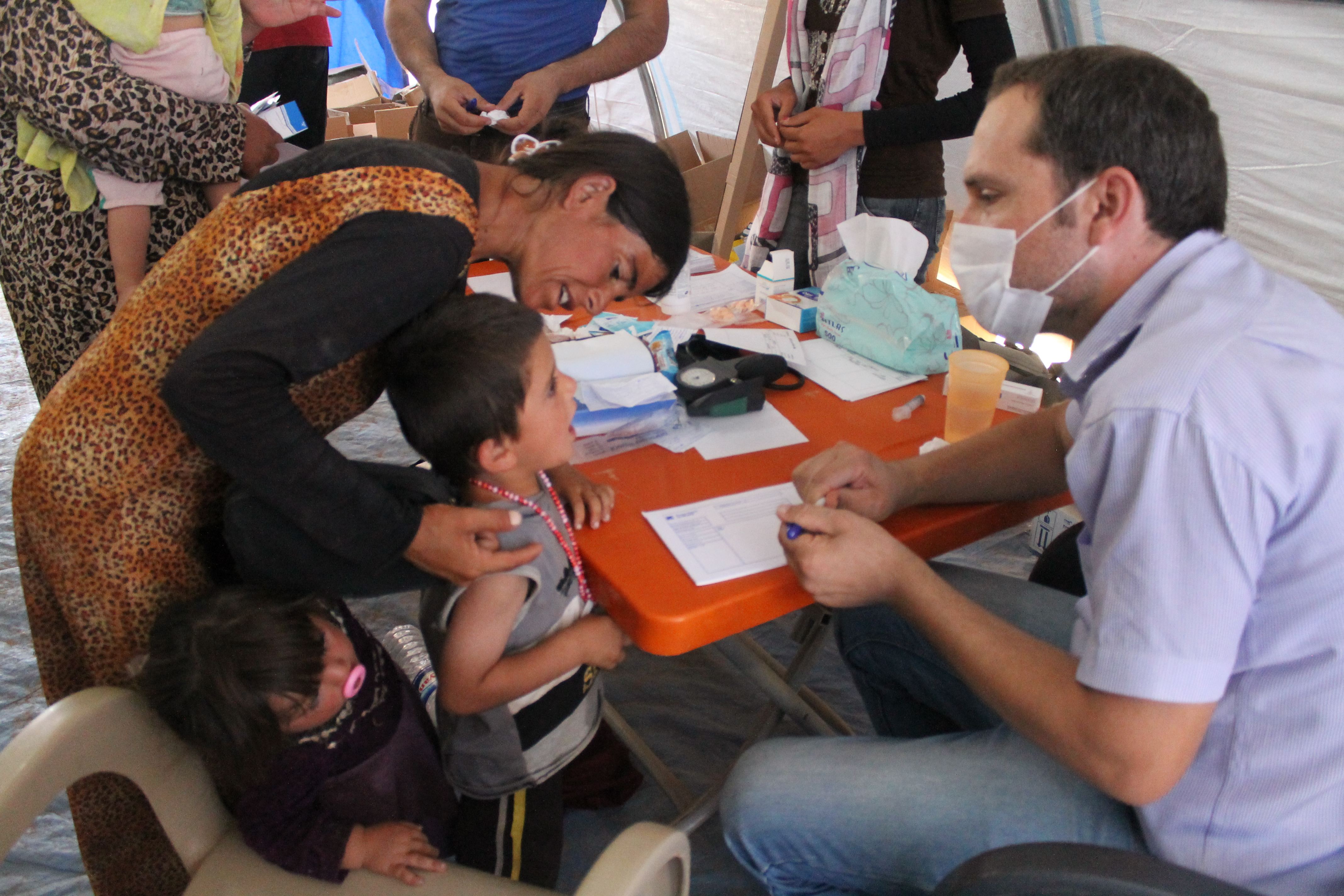
Mujer yazidí con su hijo, huidos de Sinyar (Irak) ante el avance de Estado Islámico, siendo atendidos en un campo de refugiados al norte de Siria (agosto de 2014).

Fue el caso, por ejemplo, de los yazidís apresados por la banda terrorista Estado Islámico tras la toma de la ciudad de Sinjar (Irak) en agosto de 2014. Miles de varones yazidís fueron asesinados mientras que, siguiendo los preceptos de la sharia, cerca de cinco mil mujeres y niñas fueron convertidas en esclavas. Todas las mujeres y adolescentes fueron obligadas a convertirse y a casarse con los combatientes yihadistas y fueron violadas.
La revista digital Dabiq, de propaganda de Estado Islámico (Daesh o ISIS), con fecha del 12 de octubre de 2014 lo explicaba y justificaba así en un artículo titulado «El renacimiento de la esclavitud»:

Tras su captura, las mujeres y los niños han sido repartidos, de acuerdo con la sharia, entre los combatientes que han participado en las operaciones de Sinjar, después de que un quinta parte de los esclavos ha sido transferida a la autoridad de Daesh como botín de guerra.

Para justificar la esclavitud, fundamentalmente sexual, los islamistas han recurrido no sólo al Corán y a la sharia sino también a las fatwas de ideólogos religiosos fundamentalistas como el wahabí saudí Saleh al-Fawzan, que en 2003 dictaminó:

La esclavitud forma parte del islamismo. La esclavitud forma parte de la yihad, y la yihad durará tanto tiempo como el islam.

A principios de diciembre de 2014, Estado Islámico publicó un folleto titulado Preguntas y respuestas sobre la captura y las esclavas que repartió entre sus combatientes para explicar todo lo concerniente sobre la esclavitud de las mujeres y en el que aparecían veintisiete apartados en los que se enunciaba lo que era lícito e ilícito sobre esta cuestión ―así, por ejemplo, la manera «lícita» de golpearlas―. En el folleto se decía que todas las mujeres no musulmanas y las mujeres chiíes capturadas (al-sabi) podían ser esclavizadas debido a su increencia (kufr). En cuanto a las relaciones sexuales con ellas se hacía referencia al Corán, la única que aparecía en el folleto, cuando declara no censurables las relaciones con las esposas y con las esclavas (riqab, literalmente 'nucas'). La cuestión número 13 se refería más concretamente a las relaciones sexuales con niñas secuestradas:

Pregunta: ¿Está permitido tener relaciones con una esclava que no ha alcanzado la pubertad?

Respuesta: Está permitido tener relaciones sexuales con una esclava que no ha alcanzado la pubertad si ella es capaz de tenerlas; sin embargo, si no es apta para las relaciones sexuales, [el varón] se contentará con gozar de ella sin relaciones.

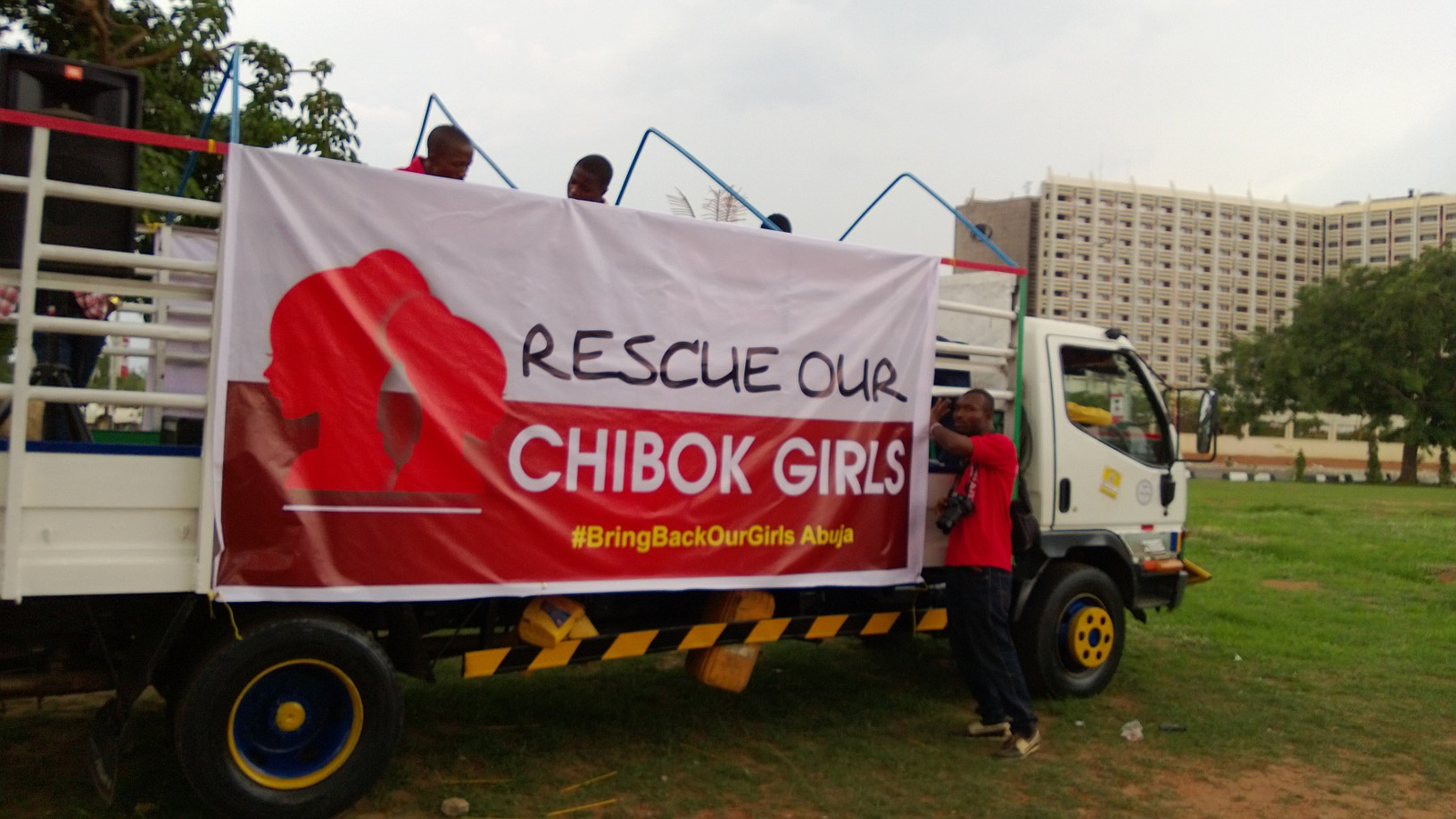
Camioneta con una lona donde se pide la liberación de las jóvenes estudiantes secuestradas por Boko Haram en el instituto de Chibok (Nigeria)

Estado Islámico abrió dos mercados de esclavas en Mosul y en Racca. A la entrada de la primera ciudad se fijaron carteles estableciendo el precio de salida de las mujeres, según su virginidad y su edad.
Un portavoz de Estado Islámico amenazó en septiembre de 2014 a las mujeres occidentales tras hacer un llamamiento a todos sus seguidores a asesinar occidentales:

Invadiremos vuestra Roma, romperemos vuestras cruces y esclavizaremos a vuestras mujeres, con la ayuda de Alá. Esta es Su promesa y no la romperá hasta que se haya realizado. Y si nosotros no conseguimos todo esto, nuestros hijos o nuestros nietos lo harán, y ellos venderán vuestros hijos y vuestros nietos como esclavos en el mercado de esclavos.

Boko Haram, por su parte, también ha justificado la esclavitud de las mujeres cristianas capturadas:

Ellas han ofendido a Alá por ser cristianas y por ir a la escuela. Por eso Alá desea que sean esclavizadas.